# Ochthebius khnzoriani
Ochthebius khnzoriani är en skalbaggsart som beskrevs av Emile Janssens 1974. Ochthebius khnzoriani ingår i släktet Ochthebius och familjen vattenbrynsbaggar. Inga underarter finns listade i Catalogue of Life.